# FN BRG-15
FN BRG-15は、ベルギーのFN社によって開発された重機関銃。1980年代前半より開発されたが、市場に受け入れられなかったため、1990年代前半に計画は放棄された。

## 概要
BRG-15は、西側で幅広く採用されているM2重機関銃の後継を狙って開発された。その基本的なコンセプトは、12.7x99mm NATO弾を使用する従来の重機関銃よりも強力で、20mm口径弾を使用する機関砲よりも安価・軽量な火力を地上部隊に提供するというものである。これは、ソビエト連邦が第二次世界大戦直後に採用したKPV 重機関銃（14.5x114mm口径）と同様であった。KPVは、装甲車に搭載されて対軽装甲火力として運用されたほか、4連装のZPU-4銃架に搭載して低空防空火力としても用いられており、歩兵大隊レベルで運用できる手軽な直射火力として重宝されていた。BRG-15は、これの西側におけるカウンターパートを狙ったものと言える。
しかし、すでにM2を運用している国からすれば、保有しているM2とその使用弾薬（12.7x99mm NATO弾）を破棄しなくてはならず、しかも、M2はまだ現役で運用しうるだけの性能を有しているため、あえてBRG-15に転換する必然性は薄かった。また、BRG-15専用の弾薬を新規にテスト・採用し、量産設備を整えるためのコストも重荷であった。対するKPVの弾薬は、すでに独ソ戦のころから対戦車ライフル用に製造されていた。
FN社が財政的な問題に直面していたこともあって、計画は1990年代初めに中止された。